# فرار از تل‌آویو
فرار از تل‌آویو (انگلیسی: Escaping Tel Aviv) یک فیلم مصری به کارگردانی شریف عرفه است که در سال ۲۰۰۹ منتشر شد.

## خلاصه داستان
زنی مصری متوجه می‌شود که شوهرش از مأموران موساد است که او و دو فرزندش را به اسرائیل می‌برد. آن‌ها بدنبال راهی برای رهایی و فرار از اسرائیل هستند که…